# Eugenia Nostini
Eugenia Nostini, o Eugenia Nostini de Rossi-Gheli o Eugenia Nostini-Rossi un cop casada, (ca. 1830 - ?) fou una mezzosoprano italiana de la segona meitat del segle xix.
Es va casar amb el baríton i professor de cant Achille Rossi-Gheli. Van ser pares d'un fill, Giovanni Felice Aristodemo Carlo Rossi, que va néixer a Nàpols el 13 d'agost de 1852. La inscripció del naixement d'aquest fill dona l'any aproximat de naixement de la cantant Eugenia Nostini, indicant que ella tenia 22 anys en aquell moment, i el pare 25 anys.
Ambdós cantants van actuar a Espanya en la dècada del 1850. La temporada 1857-1858 Eugenia Nostini va cantar al Liceu de Barcelona. El Diario de Barcelona la qualificà de "mezzosoprano, de timbre prim, bé que sonor, i sense ser una cantatriu notable canta amb força correcció".
El setembre de 1859 va arribar a Lima, amb el seu marit, on varen ser reputats professors de cant i piano.